# Catedral de São Estevão

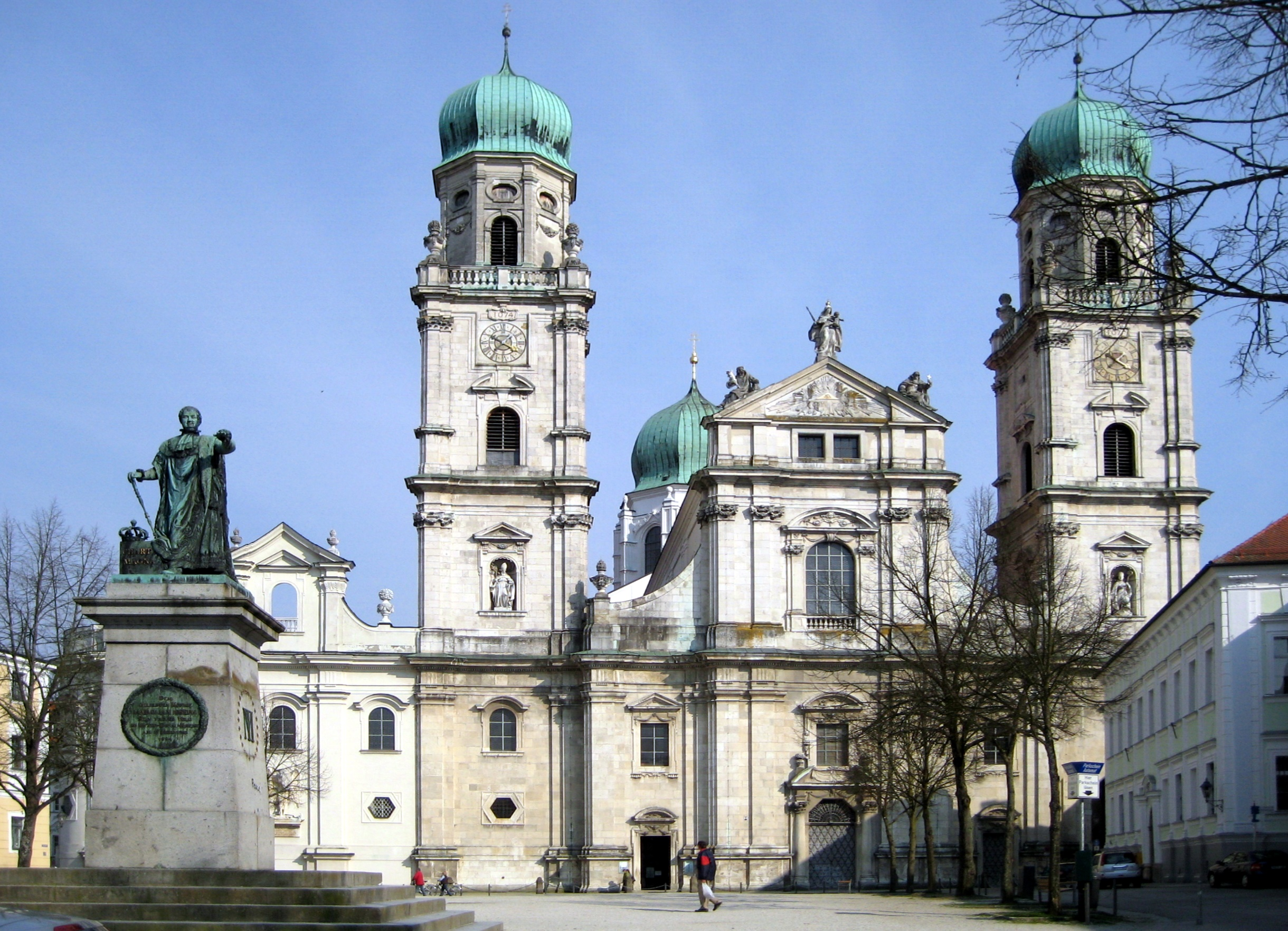
Vista da catedral de Passávia

A Catedral de Santo Estêvão (em alemão: Dom St. Stephan) é uma igreja barroca de 1688 em Passau, Alemanha, dedicado ao Santo Estêvão. É a sede do bispado de Passau e a igreja matriz da sua diocese. O actual edifício barroco, com cerca de 100 metros de comprimento, foi construído entre 1668 e 1693, depois de um incêndio em 1662 ter destruído o edifício antecessor, do qual apenas se conservou a parte oriental do gótico tardio.

## Galeria

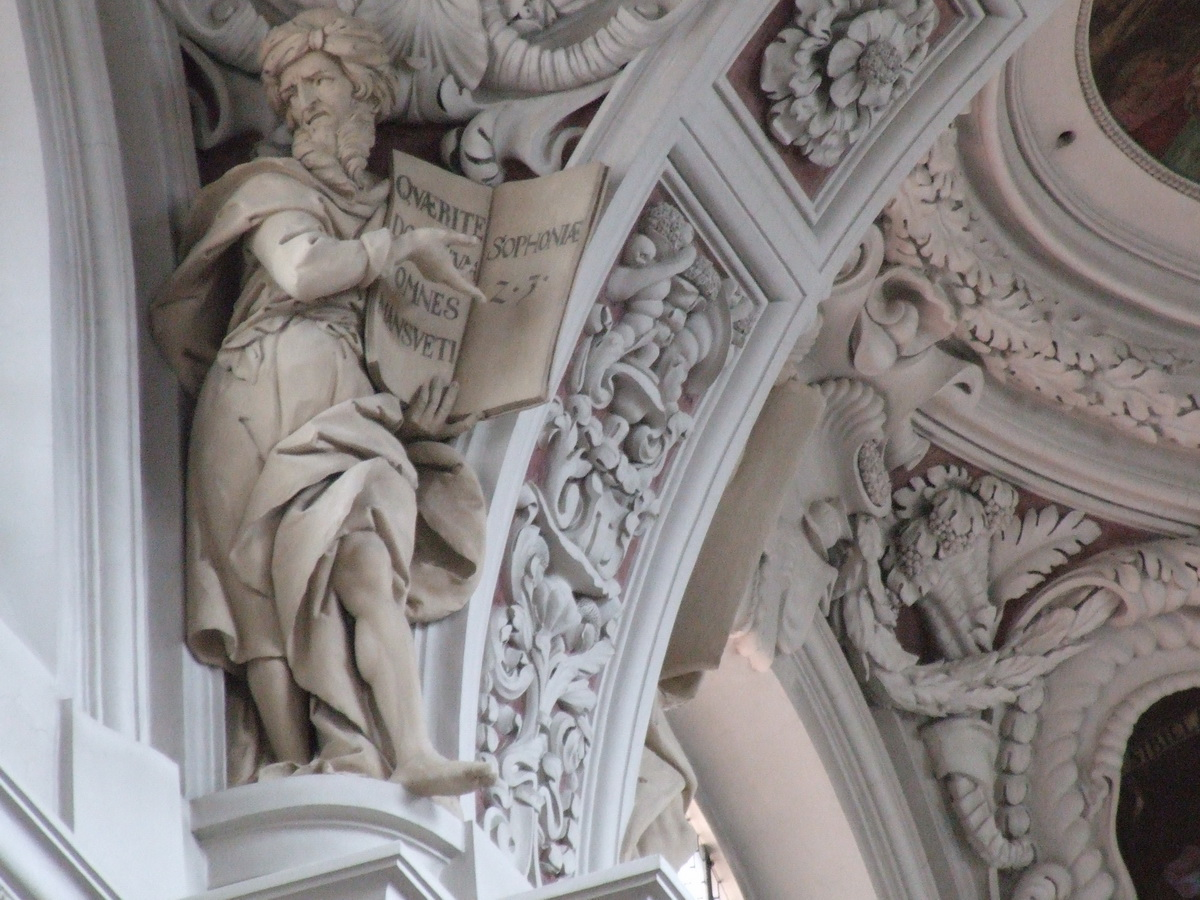
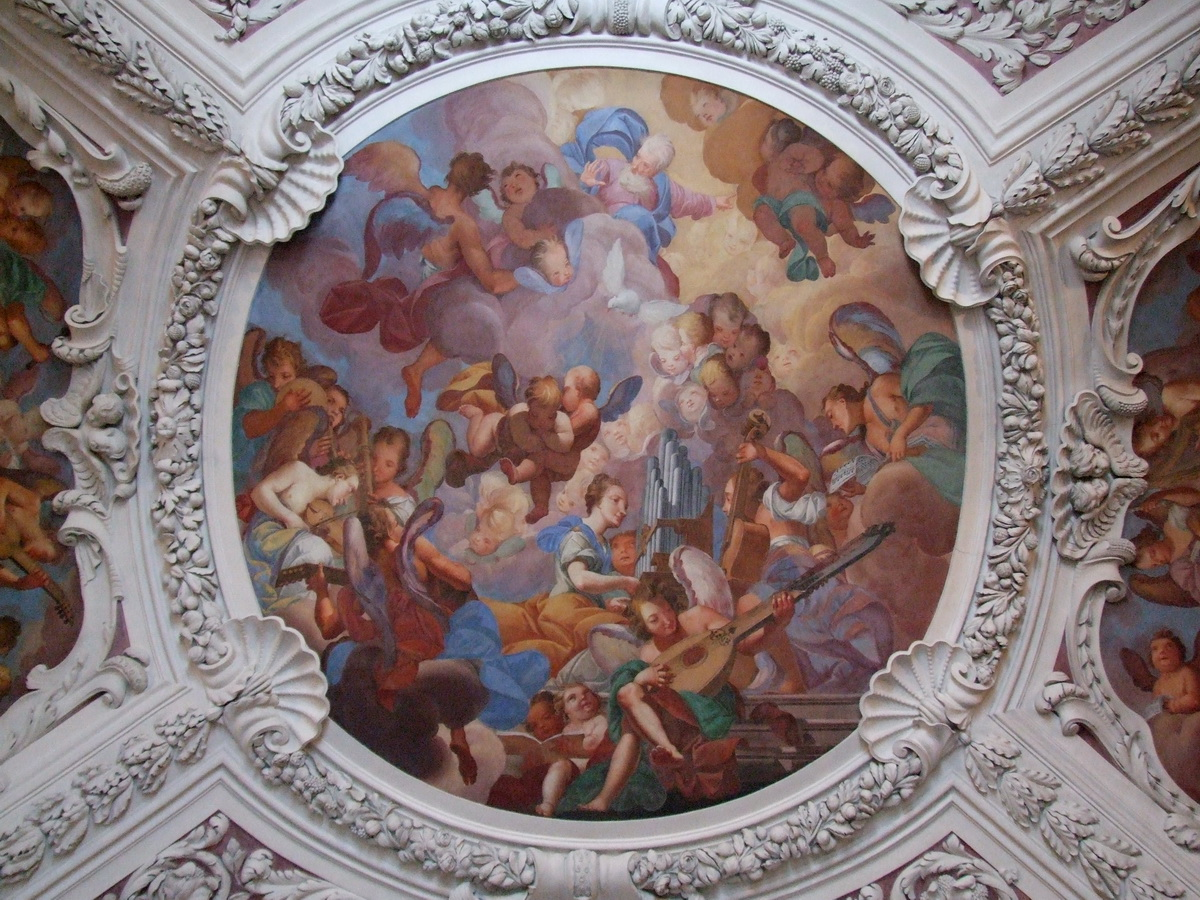
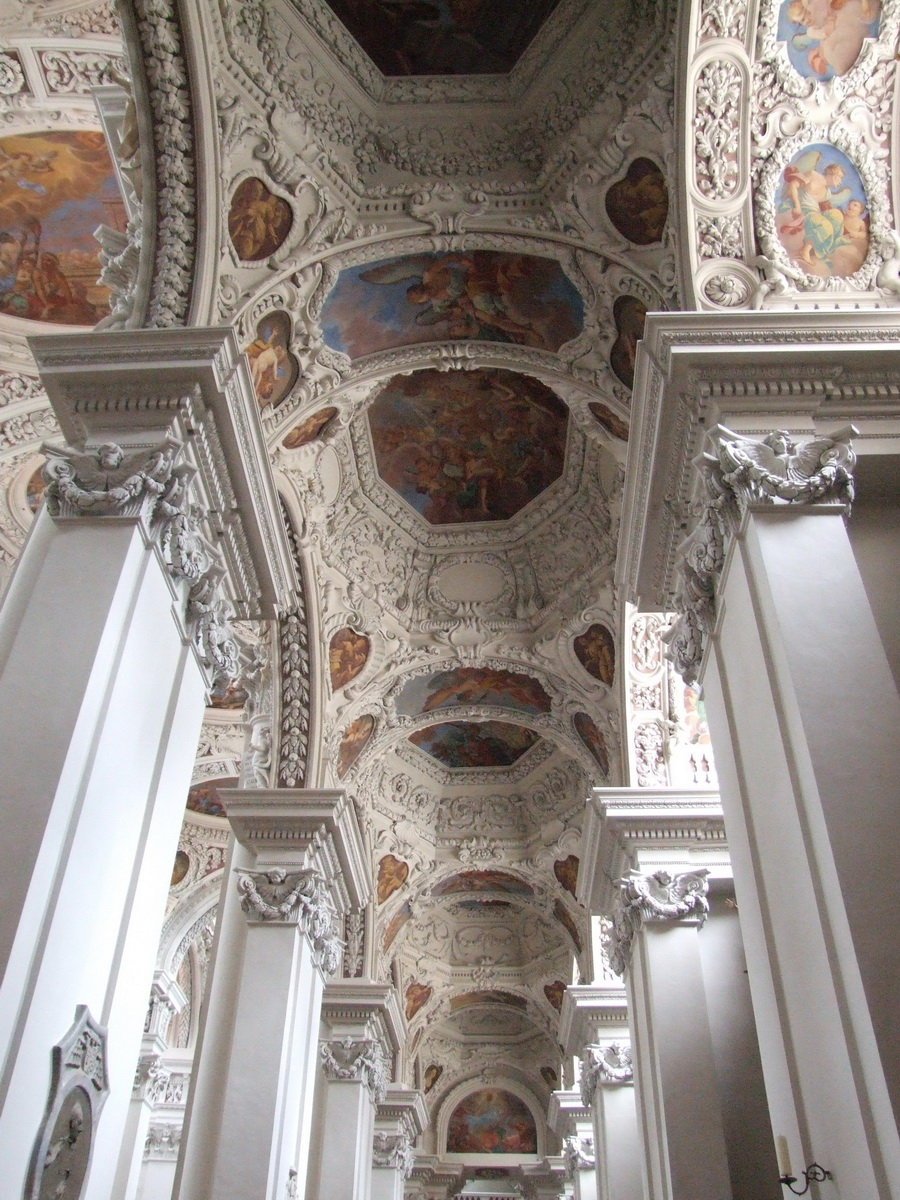
Estuques e frescos na nave lateral
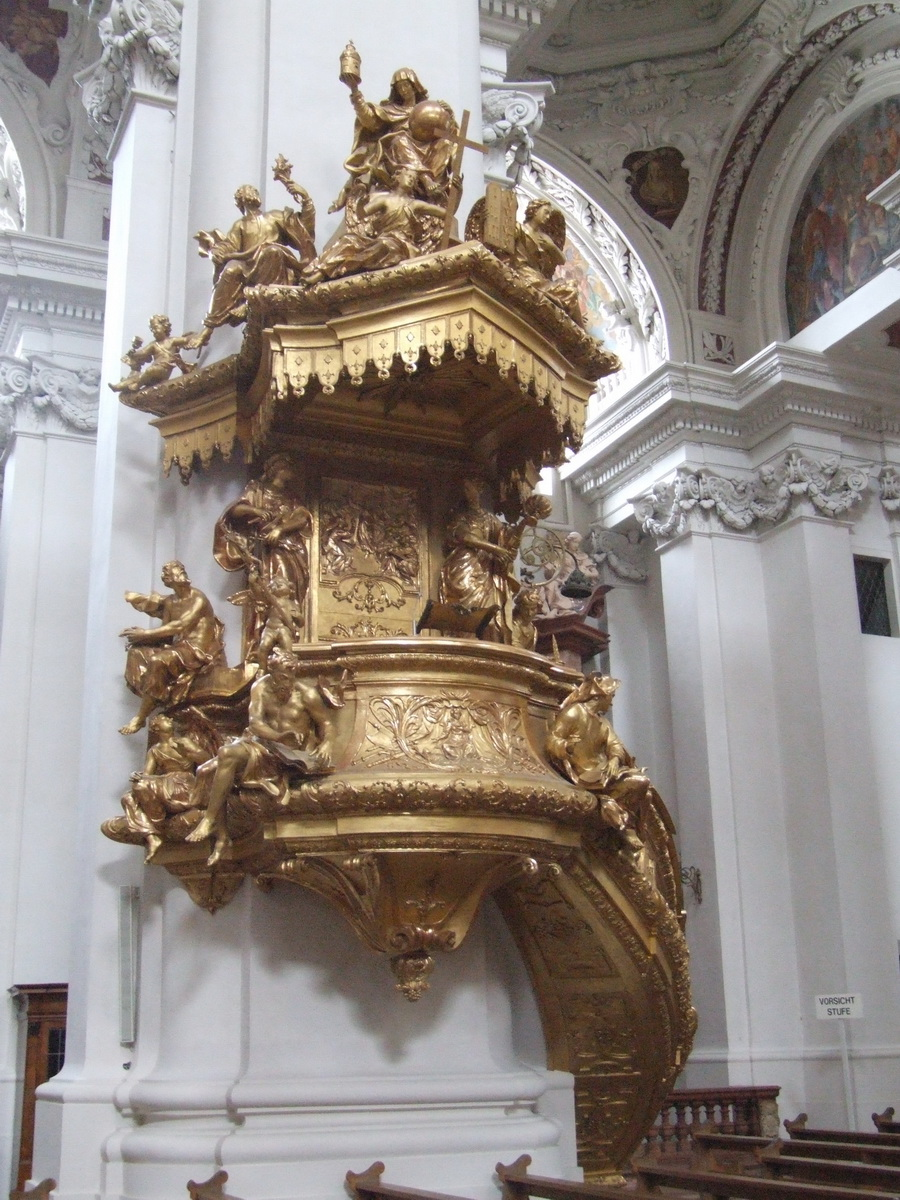
Púlpito
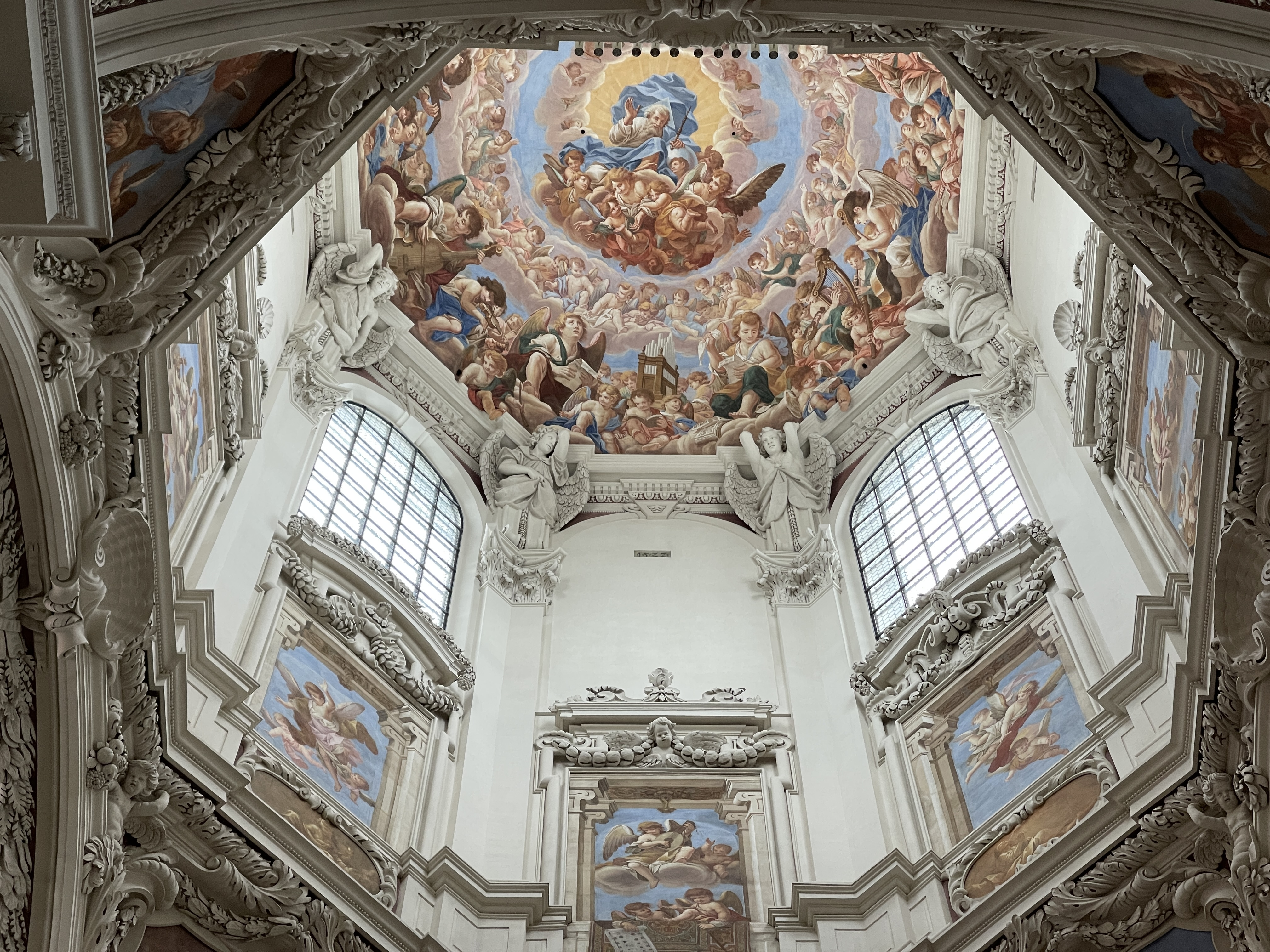
Cúpola
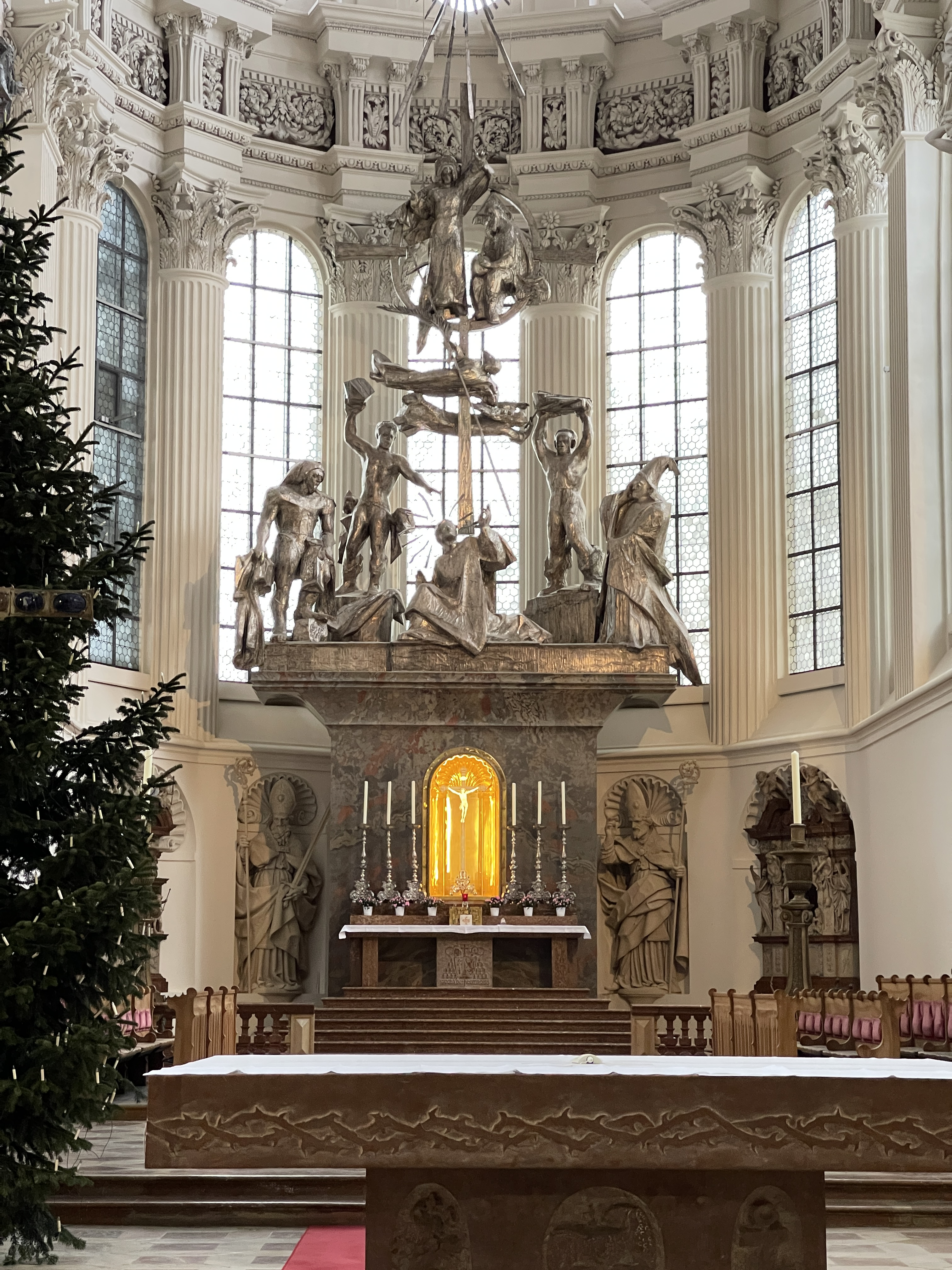
Altar